# 惠廷頓 (伊利諾伊州)
惠廷頓（英語：Whittington）是位於美國伊利諾伊州富蘭克林縣的一個非建制地區。該地的面積和人口皆未知。

## 地理
惠廷頓的座標為38°05′21″N 88°54′10″W / 38.08917°N 88.90278°W，而該地的平均海拔高度為135米（即443英尺）。